# 弗賴爾角
弗賴爾角（英語：Fryer Point），是南極洲的海岬，位於南桑威奇群島的布里斯托爾島北端，在1930年由英國探險隊繪入地圖，以美國海軍的上尉指揮官命名，現時由英國海外領土管轄。